# نرم‌لاک‌واران
نرم‌لاک‌واران (نام علمی: Trionychia) نام یک کلاد از شاخه طنابداران است.